# Belicena
Belicena és una localitat agregada al municipi granadí de Vegas del Genil, a la part central de la Vega de Granada, a Andalusia. Toquen a aquesta població Casas Bajas, El Ventorrillo i Purchil, i una mica més lluny es troben els nuclis d'Ambroz, Cúllar Vega i Santa Fe.
Belicena fou la primera població estable fundada al terme municipal. En acabar la reconquesta el 1492 fou repoblada amb cristians. Fou municipi independent fins al 1976, quan es va fusionar a Purchil i a Ambroz en un únic municipi anomenat Vegas del Genil, sent la capital Purchil.